# Achy (Oise)
Achy település Franciaországban, Oise megyében. Lakosainak száma 406 fő (2022. január 1.). Achy Crillon, Grémévillers, Haute-Épine, Marseille-en-Beauvaisis, Martincourt, La Neuville-sur-Oudeuil, Saint-Omer-en-Chaussée és Villers-sur-Bonnières községekkel határos.

## Népesség
A település népességének változása:
| Lakosok száma | 399  | 399  | 406  | 402  | 403  | 405  | 407  | 404  | 406  |
|               | 2013 | 2015 | 2016 | 2017 | 2018 | 2019 | 2020 | 2021 | 2022 |